# I går, i dag
Hela världen för mig – singel Sanny Nielsen, wydany w 2001 roku. Utwór został napisał, skomponował i wyprodukował Bert Månson.
Nagranie znalazło się na 32. miejscu na liście sześćdziesięciu najlepiej sprzedających się singli w Szwecji.
Piosenka ponadto zajęła 3. miejsce w szwedzkich preselekcjach do Eurowizji – Melodifestivalen 2001, zdobywając w sumie 172 punkty.

## Lista utworów
- CD single[1]

1. „I går, i dag” – 2:50
2. „Still Too Young” (English Version) – 2:51

## Notowania

### Pozycja na liście sprzedaży
| Kraj    | Notowanie (2001)  | Najwyższa pozycja |
| ------- | ----------------- | ----------------- |
| Szwecja | Sverigetopplistan | 32                |